# Pseudoluperus texanus
Pseudoluperus texanus es una especie de insecto coleóptero de la familia Chrysomelidae.
Fue descrita científicamente en 1893 por George Henry Horn .